# Serena Gray
Serena Nicole Gray (Glendale, 21 gennaio 2000) è una pallavolista statunitense, centrale della LOVB Salt Lake.

## Carriera

### Club
La carriera di Serena Gray inizia nei tornei scolastici californiani, giocando per la Temple City HS. Dopo il diploma è di scena nella lega universitaria NCAA Division I, giocando prima per la Penn State le edizioni dal 2018 al 2020 del torneo (con l'ultima disputata nel 2021 a causa della pandemia di COVID-19 negli Stati Uniti d'America) e poi con la Pittsburgh, con la quale si disimpegna dal 2021 al 2022; nel corso della sua carriera universitaria riceve anche qualche riconoscimento individuale.
Nella stagione 2023-24 inizia la sua carriera da professionista in Francia, disputando la Ligue A con il Béziers; in seguito rientra in patria per disputare la prima edizione della League One Volleyball con la LOVB Salt Lake.

### Nazionale
Fa parte della nazionale statunitense under 18 che vince la medaglia d'argento al campionato nordamericano 2016.
Nel 2023 fa il suo debutto nella nazionale statunitense, mettendo al collo la medaglia di bronzo alla Coppa panamericana e quella d'oro alla NORCECA Final Six, a cui segue la vittoria dell'argento alla Coppa panamericana 2024.

## Palmarès

### Nazionale (competizioni minori)
- Campionato nordamericano under 18 2016
- Coppa panamericana 2023
- NORCECA Final Six 2023
- Coppa panamericana 2024

### Premi individuali
- 2019 - NCAA Division I: Stanford Regional All-Tournament Team
- 2021 - NCAA Division I: Pittsburgh Regional All-Tournament Team
- 2022 - All-America First Team